# Jakob Wildermeth
Jakob Wildermeth (getauft 4. Februar 1672 in Biel, heimatberechtigt ebenda; † 25. Mai 1741 ebenda) war ein Bieler Ratsherr und Kaufmann.

## Leben
Jakob Wildermeth war der Sohn des Ratsherrn Säckelmeisters und Schaffners Peter Wildermeth (1641–1690) und der Suzanne Beynon († 1718). Er heiratete 1712 Susanna Magdalena, Tochter des kurkölnischen Offiziers Gabriel von Wattenwyl. Sein Sohn Alexander Jakob Wildermeth und drei Töchter erreichten das Heiratsalter. Der Pfarrer Johann Conrad Gottfried Wildermett war sein Bruder, der Ratsherr Hans Heinrich Wildermeth sein Grossvater.
Wildermeth absolvierte seine kaufmännische Lehrzeit in Genf und Leipzig. Geschäftsreisen führten ihn ins Reich und die Niederlande, nach Preussen, Polen und Frankreich.
Wildermeth wurde 1712 Bieler Grossrat und drei Jahre später Kleinrat. Er amtierte von 1720 bis 1730 als fürstbischöflichen Schaffner, seit 1722 als Kirchenvogt und seit 1733 als Burgermeister. Die Stadt Biel, ein zugewandter Ort, entsandte ihn 1731 und 1733/1734 zur Tagsatzung nach Baden.
Jakob Wildermeth starb am 25. Mai 1741 in seiner Heimatstadt. Seine Witwe verkaufte «alle Äcker und Matten» in Pieterlen an die Gemeinde. Ihr Sohn hatte dem Verkauf für 4000 Kronen zugestimmt.

## Belege
1. 1 2  Jakob Wildermeth (15). In: Werner und Marcus Bourquin: Biel. Stadtgeschichtliches Lexikon. Biel 1999. S. 486–487.
2. 1 2  Thomas Schmid: Jakob Wildermeth. In: Historisches Lexikon der Schweiz. (Stand: 30. Oktober 2013)

| Personendaten    | Personendaten                |
| ---------------- | ---------------------------- |
| NAME             | Wildermeth, Jakob            |
| KURZBESCHREIBUNG | Bieler Ratsherr und Kaufmann |
| GEBURTSDATUM     | 4. Februar 1672              |
| GEBURTSORT       | Biel, Fürstbistum Basel      |
| STERBEDATUM      | 25. Mai 1741                 |
| STERBEORT        | Biel, Fürstbistum Basel      |